# Дегтярёв, Иван Логинович
Иван Логинович Дегтярёв (25 августа 1919 года — 21 января 1996 года) — бригадир бригады по внедрению новой техники механического завода Министерства обороны СССР, гор. Москва. Герой Социалистического Труда (1971).
Достиг выдающихся трудовых показателей. Досрочно выполнил личные социалистические обязательства и плановые задания Восьмой пятилетки (1966—1970). 15 июня 1971 года Указом Президиума Верховного Совета СССР (с грифом «не подлежит публикованию») удостоен звания Героя Социалистического Труда «за выдающиеся успехи, достигнутые в выполнении пятилетнего плана» с вручением ордена Ленина и золотой медали Серп и Молот.